# هاتاری (گروه موسیقی)
هاتاری (به انگلیسی: Hatari) گروه موسیقی ایسلندی است.
آن‌ها نماینده ایسلند در یوروویژن ۲۰۱۹ بودند.
قبل از شروع مسابقه، هاتاری با صدور بیانیه‌هایی سیاسی دربارهٔ اشغال فلسطین توسط اسرائیل خبرساز شد. یون اولا سان، ناظر اجرایی اتحادیهٔ پخش اروپا (EBU) به آنان تذکر داد که کاسهٔ صبر EBU لبریز شده، و اگر گروه بیانیه‌های سیاسی‌اش را بر صحنهٔ مسابقه بیاورد، از رقابت حذف خواهند شد. با وجود این، هنگام اعلام امتیاز آرای مردمی گروه در انتهای فینال، اعضای گروه بنرهایی را بر دست گرفتند که پرچم فلسطین بر آن‌ها نقش بسته شده بود. در همان زمان، حساب اینستاگرام هاتاری عکس‌هایی از پرچم فلسطین را پست کرد. پس از این قضایا EBU بیانیه‌ای صادر کرد و گفت که گروه داوری مسابقه در این باره به بحث خواهد نشست. هاتاری در نهایت با کسب ۲۳۲ امتیاز در جایگاه دهم قرار گرفت. پس از اتمام مسابقه، هاتاری با خوانندهٔ فلسطینی بشار مراد برای انتشار تک‌آهنگی به نام کلفی / صامد (Klefi / Samed) که ۲۴ مهٔ ۲۰۱۹ منتشر شد همکاری کرد.